# Arroyo Tarumán
Der Arroyo Tarumán ist ein Fluss in Uruguay.
Er entspringt auf dem Gebiet des Departamento Tacuarembó nordwestlich von Cardozo und südsüdwestlich von Cuchilla de Peralta in der Cuchilla de Peralta. Nordwestlich befindet sich der Cerro de las Ánimas mit der Quelle des Arroyo de las Ánimas. Von dort verläuft er in südöstliche Richtung. Er mündet unweit südlich des Cerro Tarumán als rechtsseitiger Nebenfluss in den Mündungsarm des Arroyo Cardozo.